# Callipallene cuspidata
Callipallene cuspidata là một loài nhện biển trong họ Callipallenidae. Loài này thuộc chi Callipallene. Callipallene cuspidata được miêu tả khoa học năm 1954 bởi Stock.